# João Fernandes Lavrador
João Fernandes Lavrador (fl.  1453–1505) foi um navegador e explorador português. Juntamente com Pêro de Barcelos, foram os primeiros a avistar a Costa de Labrador na América do Norte em 1492.

## Vida
João nasceu em data e local desconhecidos. Registros alfandegários de Bristol para 1486 mostram Fornandus et Gunsalus como comerciantes portugueses naquele porto e para 1493 mostram Johannes Fornandus. Em 1501, Henrique VII concedeu uma carta ao sindicato anglo-português, que incluía João Fernandes, Francisco Fernandes e João Gonçalves. É provável que João Fernandes tenha negociado com Bristol a partir de 1486 e assim se vinculado às viagens inglesas à América e às viagens portuguesas. O Planisfério de King-Hamy de 1503-1504 mostra a Groenlândia como Terra de Labrador e a região de Terra Nova-Labrador como Terra de Corte Real, sugerindo que a Groenlândia havia sido descoberta pelo labrador, João Fernandes, antes de Gaspar Corte Real em 1500.
Em outubro de 1499, o rei Manuel I concedeu uma carta a João Fernandes da ilha Terceira nos Açores, um proprietário de terra ou labrador sob a capitania da família Corte Real. De uma comparação entre a carta de Fernandes e a de Corte Real em 1500, não parece que participou de nenhuma viagem de descobrimento portuguesa anterior a 1499. Porém, sua carta prometia a ele o governo de quaisquer ilhas "que pudesse descobrir e encontrar novamente". John Cabot descobriu a ilha do Cabo Bretão e o sul de Terra Nova em 1497. Sua segunda viagem em 1498 atingiu a Groenlândia Oriental, cruzou à ilha de Baffin e desceu até a Baía de Chesapeaque. O mapa de Veimar de 1530 tem uma legenda perto da Groenlândia: "Esta terra foi descoberta pelos ingleses da cidade de Bristol, mas nela não há nada de valor. E como quem primeiro notificou foi um Labrador dos Açores, deram-lhe o nome." Os mapas italianos de Maiollo, de 1504, contêm legendas semelhantes. Santa Cruz em seu manuscrito de 1541 descreveu a Terra do Labrador:
| “ | Diz-se que dois irmãos portugueses, denominados Corte Real [...] Afirmou que a grande terra principal das Índias Ocidentais [América do Norte], da qual ocupavam seu extremo, foi separada daquela ilha do Labrador [Groenlândia] por um canal marítimo muito amplo e largo, do qual o piloto Antonio Gaboto [...] também tinha informações. Chamava-se a Terra do Labrador porque um labrador das ilhas dos Açores dava aviso e informação sobre isso ao rei da Inglaterra quando [sic] tinha enviado em busca dele Antonio Gaboto, o piloto inglês e pai de Sebastiano Gaboto, que agora é major-piloto de Sua Majestade. Adjacente à costa de [...] Bacalhaus [Terra Nova] onde os Corte Reais, os dois irmãos portugueses, foram colonizar, e que foi descoberto pelo piloto Antonio Gaboto, o inglês [...] Existem muitas ilhas [...]. | ” |

Diante disso, ao que parece, João Fernandes deve ter ido à região em 1498 numa viagem de John Cabot como seu piloto e mapeou as costas da Groenlândia até a Terra Nova e Chesapeaque. Em seu retorno à Inglaterra, mostrou seus mapas dessas descobertas ao rei. Seu conhecimento especial dessas novas terras lhe valeu uma carta de Manuel no outono seguinte para "descobrir e encontrar de novo". Colocou-o também como principal membro português do sindicato anglo-português que recebeu uma carta de Henrique em março de 1501. É possível que o nome Labrador tenha sido dado ao continente contínuo da Groenlândia ao leste da Terra Nova, encontrado durante a viagem Cabot de 1498. 31 mapas, de Pedro Reinel, de 1504, mostram um continente tão contínuo e o mapa de Juan de la Cosa de 1500 também mostra um continente contínuo. Terra Nova foi logo estabelecido como uma ilha. Corte Real em 1501 descobriu que a Groenlândia era bastante separada do continente da América do Norte e confinou o Labrador à Groenlândia, como mostrado no Planisfério de King-Hamy e 11 outros mapas. Os ingleses parecem ter retido "Labrador" à região atual depois que o nome nórdico, "Groenlândia", foi readotado para aquela ilha, por volta de 1560.
Em 9 de dezembro de 1502, um segundo alvará ao sindicato anglo-português excluía especificamente João Fernandes de visitar as terras descobertas pelos ingleses. Parece que estava envolvido num esquema com o rival rei Manuel; talvez tenha participado das viagens de Corte Real. Em 1506, Pêro de Barcelos fez uma petição ao monarca português: "Recebi uma ordem do rei, nosso mestre, para fazer uma viagem de descoberta, eu e a João Fernandes, proprietária de terras, em que descobrimos que estivemos ausentes (da Terceira) durante três bons anos e quando voltei à dita ilha, encontrei o meu povo expulso das ditas terras."